# Port lotniczy Korcza Północno-Zachodnia
Port lotniczy Korcza Północno-Zachodnia – port lotniczy zlokalizowany w albańskiej Korczy. Jest to drugi co do wielkości port lotniczy tego kraju.